# 長野東郵便局
長野東郵便局（ながのひがしゆうびんきょく）は長野県長野市東和田にある郵便局。民営化前は集配普通郵便局であった。局番号は11460。

## 概要
住所：〒381-8799 長野県長野市東和田708-1
開設時は長野鉄道郵便局であり、鉄道郵便輸送の一翼を担っていた。鉄道郵便廃止後は長野輸送郵便局となり地域区分局の業務を行っていた。その後、普通郵便局として長野東郵便局が設置された。長野鉄道郵便局時代から続いていた地域区分局業務を引継ぎ、長野県東北信地区と長野県中南信地区・県外を結ぶ郵便物が集まる主要な郵便局となっている。

## 沿革
- 1903年（明治36年）4月1日 - 長野鉄道郵便局を設置[1][2]。
- 1903年（明治36年）12月4日 - 廃止[1]。
- 1910年（明治43年）6月1日 - 長野鉄道郵便局（二等局）を再設置[1]。
- 1981年（昭和56年）11月2日 - 長野市南長野石堂南から同市吉田三丁目に移転[3]。
- 1982年（昭和57年）5月17日 - 塩尻分局を廃止[4]。
- 1984年（昭和59年）2月1日 - 辰野分局を廃止[5]。
- 1986年（昭和61年）10月1日 - 長野鉄道郵便局を廃止[1]。同日、長野輸送郵便局を設置[6]。
- 1989年（平成元年）10月30日 - 長野輸送郵便局を廃止。同日、長野東郵便局を設置。
- 1997年（平成9年）6月23日 - 外国通貨の両替および旅行小切手の売買に関する業務取扱を開始。
- 2006年（平成18年）10月16日 - 長野市若穂綿内の若穂郵便局（郵便番号381-0199 → -0101）、同市豊野町豊野の豊野郵便局（郵便番号389-1199 → -1105）から集配業務を移管[7]。
- 2007年（平成19年）10月1日 - 民営化に伴い、併設された郵便事業長野東支店に一部業務を移管。
- 2012年（平成24年）10月1日 - 日本郵便株式会社の発足に伴い、郵便事業長野東支店を長野東郵便局に統合。

## 取扱内容
- 郵便、印紙、ゆうパック、内容証明
- 貯金、為替、振替、振込、国際送金、外貨両替、国債、投資信託
- 生命保険、バイク自賠責保険、自動車保険、変額年金保険、がん保険、引受条件緩和型医療保険
- ゆうちょ銀行ATM
- 長野県東北信地区（郵便番号が38で始まる地域）の郵便物を配達局毎に区分する機能（地域区分局）
- 「381-00xx」「381-01xx」区域（長野市（合併以前からの長野市域の一部））、「389-11xx」区域（長野市（旧上水内郡豊野町域））の集配業務
- ゆうゆう窓口

## 風景印
- 形はりんごの変形印である。
- 図案は長野冬季オリンピック会場『エムウェーブ』・『飯縄山』
- 使用開始日は1997年（平成9年）2月14日

### 過去の風景印
- 1989年（平成元年）10月30日 - 1997年（平成9年）2月13日
  - 図案は『運動公園』・『円盤投げの彫刻』・『桐原の駒』・『飯縄山』・『りんご』

## 周辺
- アクアウィング
- 長野経済短期大学

## アクセス
- しなの鉄道北長野駅より徒歩約26分
- 長電バス51系統で東郵便局停留所下車すぐ
- 上信越自動車道須坂長野東ICから北西へ約5km
- 国道18号沿い
- 駐車場あり：23台